# Federico de la Barra
Federico de la Barra (Buenos Aires, 11 de octubre de 1818-Buenos Aires, 1 de diciembre de 1897) fue un escritor, periodista y político argentino. Fundó y dirigió varios periódicos, entre ellos "La Confederación", el primer diario de la Ciudad de Rosario. Participó como Vocal en el Consejo Nacional de Educación, bajo la dirección de Domingo Faustino Sarmiento.   Fue senador nacional por la Provincia de Santa Fe, como parte de la Convención Constituyente de 1860 y diputado por la Ciudad de Buenos Aires (1884-1888).  Fundó la Sociedad de Beneficencia de Rosario, la primera de esa ciudad y la más antigua todavía en funcionamiento en el país.

## Biografía
Federico Juan de la Barra Demaría nació el 14 de octubre de 1817 en la Ciudad de Buenos Aires.  Su labor periodística comienza en 1840, defendiendo la política llevada adelante por Juan Manuel de Rosas (su orientación política cambiaría radicalmente luego de la derrota de Rosas ante Urquiza y dictada la Constitución Nacional de 1853). Eventualmente se mudaría a la Provincia de Corrientes para ejercer como Secretario del gobernador Joaquín Madariaga.  En esa misma provincia escribió para el diario "El Pacificador", cuyas publicaciones tienen la historia oficial de la campaña de Urquiza en Corrientes. Luego regresaría a Buenos Aires para trabajar como editor en el "Diario de la Tarde" (1831-1852) y dirigirlo durante sus últimos tiempos.  En este mismo diario, el 1 de mayo de 1851, una vez anunciado el fin del régimen rosista, publicó una serie de notas tituladas "La vida de un traidor: Justo José de Urquiza", esos mismos artículos salieron replicados en el "Archivo Americano" y La Gaceta Mercantil.  El "Diario de la Tarde" llevaba en todos sus números la leyenda "Viva la Confederación Argentina! Mueran los Salvajes Unitarios!".  Su período de mayor reconocimiento llegaría durante el período de organización nacional.
Gracias a la iniciativa de Barra y Nicasio Oroño, el 24 de junio de 1854 se fundó la Sociedad de Beneficencia de Rosario, la primera de la ciudad y la más antigua en funcionamiento en la República Argentina. Bajo esta sociedad se creó el primer hospital público rosarino, "El Caridad", que se inauguró en 1855 con 24 camas.
El jueves 25 de mayo de 1854, con solo 36 años, Federico de la Barra fundó La Confederación, primer diario de la ciudad de Rosario.  Era un bisemanario de tendencia oficialista  que se ocupaba de política, economía y literatura.  Inicialmente La Confederación se imprimía en la casa de Tomas Peñaloza. El periódico realizó inicialmente tiradas bisemanales y luego permaneció con tres ediciones semanales, los martes, jueves y sábados. El diario dejó de aparecer en los primeros días de octubre de 1861, luego de haber informado a la ciudad por espacio de más de siete años y de haber tirado más de mil ediciones.
Luego de la victoria de Justo José de Urquiza en la batalla de Caseros, el periodista dejaría gradualmente de defender la política Rosista para comenzar a difundir el federalismo.  Fue diputado por la provincia de San Juan junto a Pedro Zavalía como parte de la Convención Constituyente ad hoc, convocada para examinar las reformas propuestas por Buenos Aires en la reforma de la Constitución Nacional de 1860.
Luego de cerrado el diario "La Confederación", Barra sería secretario del presidente Santiago Derqui y se exiliaría en Montevideo tras la batalla de Pavón.  Luego de retornar al país escribió artículos políticos para el diario "La Capital", de Ovidio Lagos, promoviendo la candidatura de Adolfo Alsina. También escribió notas humorísticas en el diario La Capital, bajo el seudónimo de "El Diablo".
Tuvo intensos debates sobre la ley de Registro Civil, y como diputado nacional en favor de la ley 1420 de educación común impulsada por Julio A. Roca. Formó parte de los ejércitos de Madariaga en la Batalla de Vences (1847).  En 1873 fundó el Club Social Rosario, formando parte de la primera comisión directiva.

## Familia
Se casó con Emilia González Funes, una dama de la sociedad cordobesa, con quien tuvo 3 hijos; Arturo de la Barra González, Horacio de la Barra González y Emma de la Barra, esta última fue una reconocida escritora.

## Obras
- Narraciones: 1845-1846-1847..

- La vida de un traidor: El General Justo José de Urquiza